# Viggo Mortensen
Viggo Peter Mortensen Jr. (ur. 20 października 1958 w Nowym Jorku) – amerykański aktor teatralny i filmowy, a także poeta, fotograf, malarz oraz reżyser, scenarzysta i producent filmowy. Trzykrotnie nominowany do Oscara dla najlepszego aktora pierwszoplanowego.

## Życiorys

### Wczesne lata
Urodził się na nowojorskim Manhattanie jako starszy syn Amerykanki Grace Gamble (z domu Atkinson) i Viggo Petera Mortensena Sr., pochodzenia duńskiego; jego rodzice spotkali się w Norwegii. Dziadek ze strony matki pochodził z Nowej Szkocji w Kanadzie, a rodzina babki ze strony matki była z Nowej Anglii. Jego rodzina przeniosła się do Wenezueli, a następnie do Danii i ostatecznie osiadła w Argentynie w prowincji Córdoba, w Chaco i Buenos Aires, gdzie uczęszczał do szkoły podstawowej i opanował biegle język hiszpański, podczas gdy jego ojciec zajmował się fermą drobiu i ranczem. Kiedy miał 11 lat, rodzice rozwiedli się, po czym wrócił z matką do Nowego Jorku, gdzie spędził resztę dzieciństwa. W 1976 ukończył Watertown High School w Watertown.
Studiował w St. Lawrence University w Canton w stanie Nowy Jork, zdobywając w 1980 tytuł licencjata na wydziale iberystyki i polityki. Później wyjechał do Europy i zamieszkał w Hiszpanii, Anglii i Danii, gdzie imał się różnych prac dorywczych, takich jak przewóz samochodem ciężarowym w Esbjerg czy sprzedażą kwiatów w Kopenhadze.

### Kariera
Po powrocie do Stanów Zjednoczonych rozpoczął karierę aktorską. Na początku lat 80. na Manhattanie studiował aktorstwo w Warren Robertson’s Theatre Workshop.
Początkowo występował na małym ekranie jako porucznik w LeBoeuf w miniserialu CBS Jerzy Waszyngton (George Washington, 1984) z Barrym Bostwickiem w roli tytułowej i jako Bragg w operze mydlanej NBC Search for Tomorrow (1985). Sceny filmowe z jego udziałem w dramacie Jonathana Demme’a Szybka zmiana (Swing Shift, 1984) i komedii romantycznej Woody’ego Allena Purpurowa róża z Kairu (The Purple Rose of Cairo, 1985) zostały ostatecznie wycięte. Na kinowym ekranie zadebiutował rolą farmera Mosesa Hochleitnera ze wspólnoty amiszów w dreszczowcu Petera Weira Świadek (Witness, 1985) z Harrisonem Fordem. Jednocześnie został obsadzony w roli żołnierza w przedstawieniu Williama Shakespeare’a Henryk V w Delacorte Theater w Central Park, ale zdecydował się odrzucić tę propozycję. W latach 1985–1986 w Indiana Repertory Theatre w Indianapolis grał Tybalta w tragedii szekspirowskiej Romeo i Julia. W 1987 otrzymał nagrodę Dramalogue Critics’ Award za rolę kapitana nazisty w spektaklu Bent o homoseksualnych więźniach obozów koncentracyjnych w Coast Playhouse w West Hollywood. W jednym z odcinków przebojowego serialu NBC Policjanci z Miami (Miami Vice, 1987) pojawił się gościnnie jako detektyw Eddie Trumbull u boku Lou Diamonda Phillipsa. W dramacie sensacyjnym Davida Cronenberga Wschodnie obietnice (Eastern Promises, 2007) stworzył kreację Nikołaja Łużyna, kierowcy rosyjskiego gangstera Siemiona (Armin Mueller-Stahl) i ochroniarza jego syna Kiriła (Vincent Cassel), która przyniosła mu Brytyjską Niezależną Nagrodę Filmową i nagrodę Sant Jordi oraz nominację do Oscara dla najlepszego aktora pierwszoplanowego, Złotego Globu, BAFTA, Nagrody Gildii Aktorów Ekranowych i Saturna.
Najbardziej znany jest z roli Aragorna w trzyczęściowej ekranizacji Władcy Pierścieni w reżyserii Petera Jacksona. Po czterech dniach zdjęć zastąpił wybranego wcześniej do tej roli Stuarta Townsenda, a przyjął ją tylko dzięki entuzjazmowi syna dla powieści Tolkiena. Część zarobionych za film pieniędzy przeznaczył na utworzenie wydawnictwa Perceval Press (nazwanego od imienia jednego z rycerzy Króla Artura), publikującego prace awangardowych artystów.

## Życie prywatne
8 lipca 1987 poślubił Christene „Exene” Cervenkę, z którą ma syna Henry’ego Blake’a (ur. 28 stycznia 1988). W 1992 doszło do separacji, a w 1997 do rozwodu. W 2009 roku związał się z hiszpańską aktorką Ariadną Gil.

## Odznaczenia
- 2010 – Krzyż Kawalerski Orderu Danebroga (Dania)[24]

## Filmografia

### Obsada
- 1985: Świadek (Witness) jako Moses HochleitnerMortensen na premierze filmu Droga w 2009 roku na Festiwalu Filmowym w Toronto

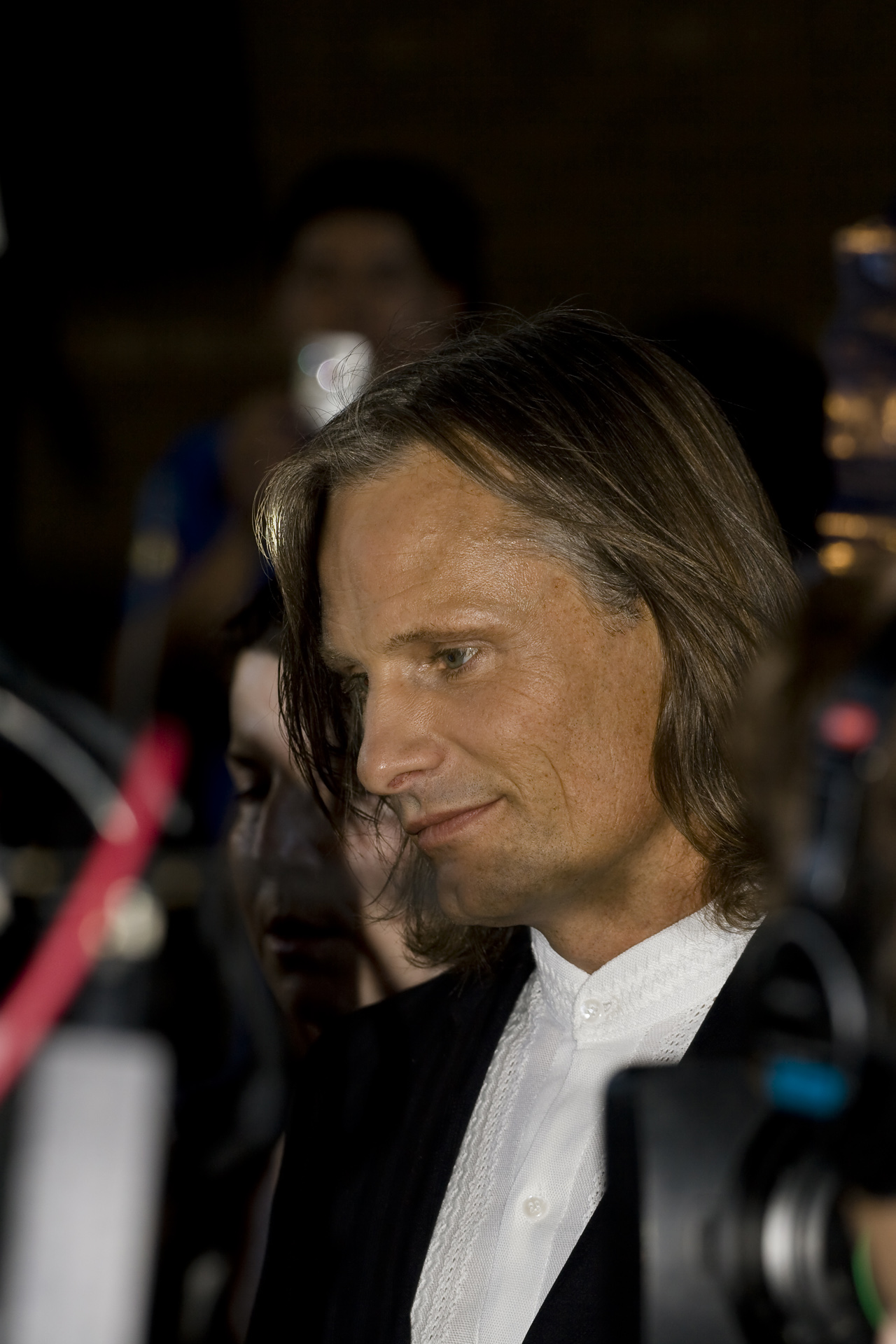
Mortensen na premierze filmu Droga w 2009 roku na Festiwalu Filmowym w Toronto

- 1990: Młode strzelby II (Young Guns II) jako John W. Poe
- 1990: Teksańska masakra piłą mechaniczną III (Leatherface: The Texas Chainsaw Massacre III) jako Tex
- 1991: Indiański biegacz (The Indian Runner) jako Frank Roberts
- 1993: Życie Carlita (Carlito's Way) jako Lalin
- 1993: Amerykański łowca (The Young Americans) jako Frazer
- 1993: Amerykański Yakuza (American Yakuza) jako Nick Davis/David Brandt
- 1993: Rubin z Kairu (Ruby Cairo) jako Johnny Faro
- 1993: Ewangelia według Harry’ego (The Gospel According to Harry) jako Wes
- 1995: Armia Boga (The Prophecy) jako Lucyfer
- 1995: Karmazynowy przypływ (Crimson Tide) jako porucznik Peter (Weps) Ince
- 1996: Tunel (Daylight) jako Roy Nord
- 1996: Portret damy (The Portrait of a Lady) jako Caspar Goodwood
- 1996: Biały aligator (Albino Alligator) jako Guy Foucard
- 1997: G.I. Jane jako sierżant John Urgayle
- 1997: Znikający punkt (Vanishing Point) jako Jimmy Kowalski
- 1997: La Pistola de mi Hermano jako Juanito
- 1998: Psychol (Psycho) jako Sam Loomis
- 1998: Morderstwo doskonałe (A Perfect Murder) jako David Shaw
- 1999: Spacer po księżycu (A Walk on the Moon) jako Walker Jerome
- 2000: 28 dni (28 Days) jako Eddie Boone
- 2001: Władca Pierścieni: Drużyna Pierścienia (The Lord of the Rings: The Fellowship of the Ring) jako Aragorn
- 2002: Władca Pierścieni: Dwie wieże (The Lord of the Rings: The Two Towers) jako Aragorn
- 2003: Władca Pierścieni: Powrót króla (The Lord of the Rings: The Return of the King) jako Aragorn
- 2004: Hidalgo – ocean ognia (Hidalgo) jako Frank T. Hopkins
- 2005: Historia przemocy (A History of Violence) jako Tom Stall/Joey Cusack
- 2006: Kapitan Alatriste (Alatriste) jako kapitan Alatriste
- 2007: Wschodnie obietnice (Eastern Promises) jako Nikołaj Łużyn
- 2008: Appaloosa jako Everett Hitch
- 2008: Good jako Halder
- 2009: Droga (The Road) jako ojciec
- 2011: Niebezpieczna metoda (A Dangerous Method) jako Zygmunt Freud
- 2012: Todos tenemos un plan jako Agustín / Pedro
- 2012: W drodze (On the Road) jako Old Bull Lee / William S. Burroughs
- 2014: Ze mną nie zginiesz (Loin des hommes) jako Daru
- 2014: Jauja jako Gunnar Dinesen
- 2014: Rozgrywka (The Two Faces of January) jako Chester
- 2016: Captain Fantastic jako Ben
- 2018: Green Book jako Frank „Tony Wara” Vallelonga
- 2020: Jeszcze jest czas (Falling) jako John Petersen
- 2022: Zbrodnie przyszłości (Crimes of the Future) jako Saul Tenser
- 2022: Trzynastu (Thirteen Lives) jako Richard Stanton
- 2023: Eureka jako Murphy
- 2023: The Dead Don't Hurt jako Holger Olsen

### Reżyser filmowy
- 2020: Jeszcze jest czas (Falling)

### Scenarzysta filmowy
- 2020: Jeszcze jest czas (Falling)

## Dyskografia
- 1994: Don’t Tell Me What to Do
- 1997: One Less Thing to Worry About
- 1998: Recent Forgeries
- 1999: The Other Parade
- 1999: One Man’s Meat
- 1999: Live at Beyond Baroque
- 2003: Pandemoniumfromamerica
- 2004: Live at Beyond Baroque II
- 2004: Please Tomorrow
- 2004: This, That, and The Other
- 2005: Intelligence Failure
- 2006: 3 Fools 4 April
- 2007: Time Waits for Everyone
- 2008: At All
- 2010: Canciones de Invierno
- 2011: Reunion
- 2013: Acá

## Nagrody i nominacje
| Rok  | Nagroda                                                | Kategoria                               | Film                                          | Rezultat  |
| ---- | ------------------------------------------------------ | --------------------------------------- | --------------------------------------------- | --------- |
| 1999 | Nagroda Blockbuster Entertainment                      | Ulubiony aktor drugoplanowy - suspens   | Morderstwo doskonałe (1998)                   | Nominacja |
| 2002 | Nagroda Gildii Aktorów Ekranowych                      | Najlepszy filmowy zespół aktorski       | Władca Pierścieni: Drużyna Pierścienia (2001) | Nominacja |
| 2003 | Nagroda Gildii Aktorów Ekranowych                      | Najlepszy filmowy zespół aktorski       | Władca Pierścieni: Dwie wieże (2002)          | Nominacja |
| 2003 | Nagroda Satelita                                       | Najlepszy aktor drugoplanowy w dramacie | Władca Pierścieni: Dwie wieże (2002)          | Nominacja |
| 2003 | Nagroda Saturn                                         | Najlepszy aktor                         | Władca Pierścieni: Dwie wieże (2002)          | Nominacja |
| 2004 | Nagroda Saturn                                         | Najlepszy aktor                         | Władca Pierścieni: Powrót króla (2003)        | Nominacja |
| 2004 | Nagroda Gildii Aktorów Ekranowych                      | Najlepszy filmowy zespół aktorski       | Władca Pierścieni: Powrót króla (2003)        | Wygrana   |
| 2005 | Golden Buzzard                                         | Najlepszy aktor                         | Hidalgo – ocean ognia (2004)                  | Nominacja |
| 2005 | Nagroda Satelita                                       | Najlepszy aktor w filmie dramatycznym   | Historia przemocy (2005)                      | Nominacja |
| 2005 | Stowarzyszenie Nowojorskich Krytyków Filmowych         | Najlepszy aktor                         | Historia przemocy (2005)                      | 3 miejsce |
| 2006 | Nagroda Saturn                                         | Najlepszy aktor                         | Historia przemocy (2005)                      | Nominacja |
| 2007 | Stowarzyszenie Nowojorskich Krytyków Filmowych         | Najlepszy aktor                         | Wschodnie obietnice (2007)                    | 2 miejsce |
| 2007 | Nagroda Satelita                                       | Najlepszy aktor                         | Wschodnie obietnice (2007)                    | Wygrana   |
| 2008 | Nagroda Akademii Filmowej                              | Najlepszy aktor pierwszoplanowy         | Wschodnie obietnice (2007)                    | Nominacja |
| 2009 | Kataloński Międzynarodowy Festiwal Filmowy w Sitges    | Honorowa nagroda główna                 | –                                             | Wygrana   |
| 2011 | Kanadyjska Akademia Filmowa i Telewizyjna              | Najlepszy aktor drugoplanowy            | Niebezpieczna metoda (2011)                   | Wygrana   |
| 2011 | Nagroda Stowarzyszenia Nowojorskich Krytyków Filmowych | Najlepszy aktor drugoplanowy            | Niebezpieczna metoda (2011)                   | 3 miejsce |
| 2012 | Nagroda Genie                                          | Najlepszy aktor drugoplanowy            | Niebezpieczna metoda (2011)                   | Wygrana   |
| 2017 | Nagroda Akademii Filmowej                              | Najlepszy aktor pierwszoplanowy         | Captain Fantastic (2016)                      | Nominacja |
| 2017 | Nagroda Satelita                                       | Najlepszy aktor                         | Captain Fantastic (2016)                      | Wygrana   |
| 2019 | Nagroda Akademii Filmowej                              | Najlepszy aktor pierwszoplanowy         | Green Book (2018)                             | Nominacja |
| 2020 | Międzynarodowy Festiwal Filmowy w Sztokholmie          | Nagroda za całokształt twórczości       | –                                             | Wygrana   |
| 2020 | Europejska Nagroda Filmowa                             | Europejski aktor                        | Jeszcze jest czas (2020)                      | Nominacja |
| 2020 | Międzynarodowy Festiwal Filmowy w San Sebastián        | Najlepszy film                          | Jeszcze jest czas (2020)                      | Wygrana   |
| 2020 | Międzynarodowy Festiwal Filmowy w San Sebastián        | Nagroda za całokształt twórczości       | –                                             | Wygrana   |